# Bobinet
Bobinet (z angličtiny: „paličkovaná síť“) je druh tylu vyrobeného na bobinetovém stroji.
Některé výrobky z bobinetových strojů mohly s mimořádně jemnými přízemi a precizním vypracováním imitovat ručně paličkované krajky tak, že rozdíly uměli rozpoznat jen velmi zkušení odborníci. Ve 20. století se však v krajkářství začaly stále více uplatňovat rašlové pletací stroje, zejména proto, že se na nich dosahovalo několikanásobně vyššího výkonu při podstatně jednodušší obsluze. 

## Struktura bobinetu

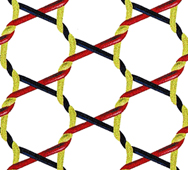
Struktura bobinetu

Struktura vazby bobinetu je schematicky naznačena na nákresu vpravo: Osnovní (žluté) niti jsou v diagonálním směru obtáčeny nebo kříženy černými (a červenými nitěmi) a tak vzniká síťová struktura s otvory různých tvarů. Bobinet může být doplněn třetím systémem nití, které se jako vzorovací výplň zanášejí do vazby nebo se provazují kolmo k osnově (podobně jako útek ve tkanině). 

## Z historického vývoje
Bobinetový stroj vynalezl Angličan Heathcoat na začátku 19. století. Heatcoat vycházel při svých pokusech z tylu vytvořeném koncem 18. století na osnovních strojích. Člunky s cívečkami byly vedeny v tzv. hřebenech, seřazených ve dvou řadách nad sebou. Jejich pohyb mezi osnovními nitěmi obstarávaly tyče, které je na jedné straně tlačily a na druhé táhly. Křížení a obtáčení osnovních nití se dosahovalo posunem člunků při každé obrátce stroje o jednu nit dostrany (jedna řada doprava a druhá doleva).
Krajka z Heathcoatova zařízení (zvaném také Old Longborough) byla maximálně 45 cm široká, první exempláře byly poháněny lidskou silou. Hustota osnovních nití dosahovala až 8 na centimetr, během jedné obrátky stroje vykonávaly pracovní orgány 12 různých pohybů. Tímto způsobem se dala zhotovit jen síť (resp. tyl) s šestibokými oky (viz nákres), která se většinou zdobila ručními výšivkami.
V letech 1808–1818 bylo podáno na 200 návrhů a také později vznikla řada konstrukcí, které se zakládaly na principu osnovy provazované útkem z velmi úzkých kotoučů. Prakticky se uplatnily zejména:
- Dvouřadový otočný bobinet (The Circular Machine) (William Morley 1824) se vyznačoval mimo jiné tím, že se křížení a zakrucování nití dosáhlo odchylováním osnovních nití do strany namísto postranního pohybu člunečků. Protože se stroje poháněly mechanicky, stavěly se s pracovní šířkou až do 5 metrů. Již na prvních exemplářích se dalo zhotovit 1000 ok za minutu, o 40 let později se výrobnost zvýšila na třicetinásobek. Pozdější výrobci používali pro tuto konstrukci jiné označení.
- Pusher vynalezl Angličan Synyer v roce 1829. Název byl odvozen od nárazníků, které tlačily (pushed) jednotlivé člunky po vodicích hřebenech. Tato konstrukce umožňovala bohatší vzorování krajky, na cívečky se však vešlo jen minimální množství příze, v jednom kuse se dalo zhotovit maximálně 3,5×1,8 m krajky. Krajky se používaly na šály a čepce, které byly v oblibě zejména v období 1850–1870. I v těchto letech se však pushery podílely na strojní výrobě krajek jen asi 1 %, poslední pusher v provozu byl zaznamenán v roce 1922.
- Angličan John Leavers přišel s modifikaci Heathcoatova stroje asi v roce 1814. Vynález se lišil od jiných konstrukcí hlavně řadou komplexních zařízení ke vzorování krajky.

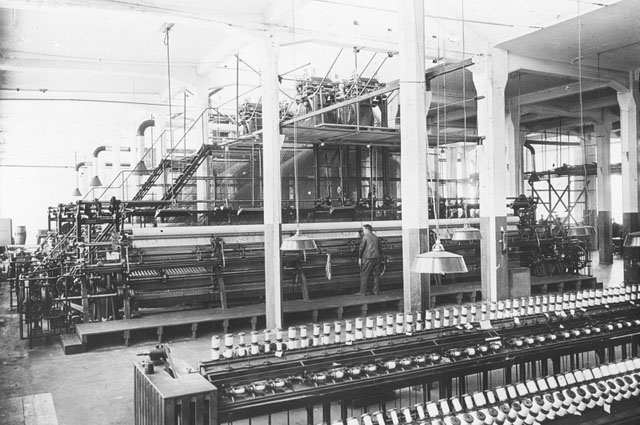
Záclonový bobinet (dvacátá léta 20. století)

Až do poloviny 20. století pocházela většina strojně vyrobených krajek z Leaversových bobinetů (vedle menšího množství výrobků od paličkovacích strojů), potom však byly téměř všechny nahrazeny mnohem výkonnějšími rašly. V roce 2011 bylo celosvětově v provozu asi 1200 Leaversových bobinetů (vyrobených před více než 70 lety). Např. v  letovickém podniku Tylex bylo v provozu posledních 30 bobinetů (80 let starých) až do roku 1998. 
- Záclonový bobinet je varianta, kterou vynalezl v roce 1846 Angličan Livesey. Stroj pracuje se dvěma systémy osnovních nití (jedna řada nití se podává na válech a jedna nebo dvě řady na cívkách). Oka podkladové sítě krajky mají zpravidla čtvercový tvar, všechny stroje jsou spojeny s žakárovým ústrojím, se kterým se dají tvořit vzory až o rozměrech 7×1,8 m.

Stroje se stavěly s pracovní šířkou až 12 metrů, na těch se dosahovala hodinová produkce až 14 m2 u nejhrubších sítí a 3,5 m2 u nejjemnějších. Vedle záclon se na těchto bobinetech vyráběly např. sítě proti moskytům, síťky na vlasy aj. Na začátku 20. století bylo v provozu několik tisíc strojů, poslední z nich běžely v 60. letech, kdy byly nahrazeny mnohonásobně výkonnějšími rašly.

## Leaversův bobinetový stroj

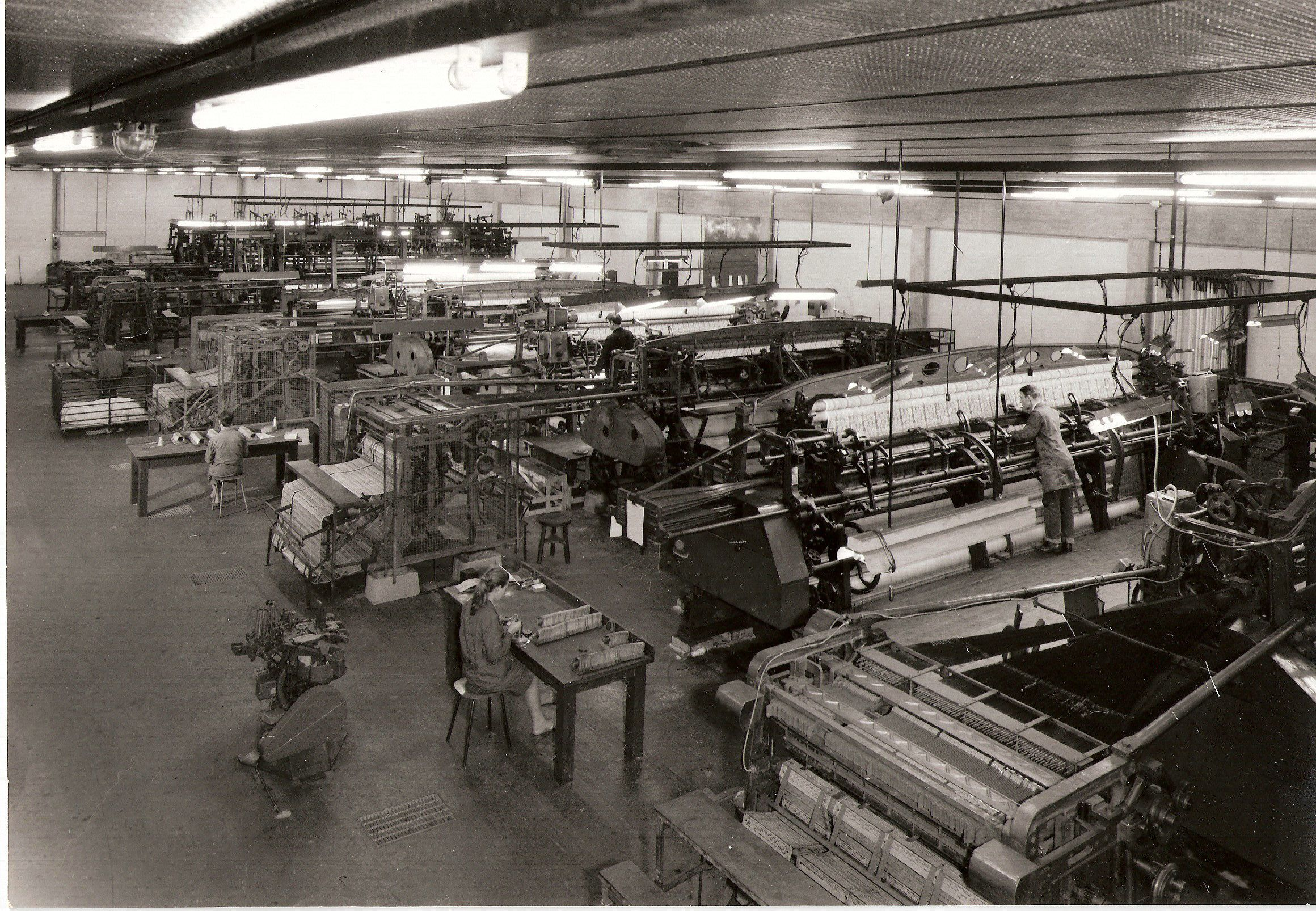
Leaversovy bobinety z 60. let 20. století

### Konstrukce stroje
Osnova je vedena (kolmo vzhůru) přes řadnici a vodicí lišty k bobinetům. Bobinety (miniaturní cívečky nasazené v plochém člunečku) vykonávají kývavý pohyb mezi jednotlivými osnovními nitěmi. Vodicí lišty posunují probíhající osnovní niti v určitém okamžiku vpravo nebo vlevo tak, že se niti z bobinetové cívky kolem nich mohou obtáčet nebo (část z nich) jen překřížit. Kývavý pohyb všech bobinetů na celém stroji je řízen centrálně, posun osnovních nití se dá rozdělit až do 240 skupin, v závislosti na počtu vodicích lišt, které jsou ovládány jednotlivě (asi od roku 1839) žakárovým ústrojím.
Stroje se staví v pracovní šíři do cca 5 m v jemnostech 5–20 bobinet/cm. 120 bobinet s návinem po cca 100 m příze se nasazuje na stroj v zásobníku, který se vyměňuje po vyprázdnění první cívky (průměrně 20 % odpadu). Základní osnova se předkládá nasnována na válech, vzorovací osnovní nitě jsou navinuty na cívkách nebo maloprůměrových válcích. Žakárové zařízení je umístěno vedle stroje (viz dolejší snímek), odkud ovládá vodicí lišty s pomocí nitěnek. Během jedné otáčky hlavní hřídele se vykývnou člunečky s bobinetami od jednoho pólu k druhému a zpět, na krajce se vytvoří jedna řada zákrutů (nebo překřížení) a hotová krajka se navine na zbožový válec o určitou, nastavitelnou délku.

### Příze na bobinetové výrobky
Příze se zpracovávají skoro výlučně skané, pro některé druhy krajek (např. valencienské) se udávají jemnosti, které u průmyslově vyráběných přízi představují naprostou špičku (česaná bavlna 2,3 tex x 2, 1700 zákrutů/metr).
Z používaných materiálů jednoznačně převládá bavlna, příp. ve směsi s polyamidem, pro speciální výrobky přicházejí v úvahu také příze z přírodního hedvábí (jemnost cca do 3 tex) a filamenty z kovových vláken (efekty s jemností do 250 tex).
Bavlněné příze se před zpracováním opalují a napařují (proti smyčkování), bělení se provádí v hotových výrobcích.

### Vazby bobinetových krajek[1]
- Loop – bobinet obtáčí jen dvě sousední osnovní niti
- Dvouosnovní (Grundbaumtechnik) – mezi dvě obtáčené osnovní niti je vložena nit z druhého válu, kterou bobinetová nit jen kříží (jednou shora, jednou zdola)
- Flotáž – struktura podobná perlinkové vazbě tkanin. Osnovní nitě ze dvou válů a bobinetová nit se stáčejí do řetízku, jednotlivé řetízky jsou kolmo provázány osnovní nití z cívky. Vazná nit prochází několika řetízky a vrací se buďto na povrchu vzoru (Oberfloßtechnik) nebo je spojena s řetízky v obou směrech (Mittelfloßtechnik).
- Výplňková (Rollotechnik) – bobinetová nit se střídá s osnovní nití z cívky a obě jsou kolmo provazovány dvěma osnovními nitěmi z cívky.